# Serica jindrai
Serica jindrai är en skalbaggsart som beskrevs av Ahrens 2007. Serica jindrai ingår i släktet Serica och familjen Melolonthidae. Inga underarter finns listade i Catalogue of Life.